# Eranthemum capense
Eranthemum capense är en akantusväxtart som beskrevs av Carl von Linné. Eranthemum capense ingår i släktet Eranthemum och familjen akantusväxter.

## Underarter
Arten delas in i följande underarter:
- E. c. concanensis
- E. c. wightianum